# Diofant de Lacedemònia
Diofant de Lacedemònia (en llatí Diophantus, en grec antic Διόφαντος) fou un escriptor grec mencionat per Fabi Plancíades Fulgenci com a autor d'una obra sobre antiguitats en 14 volums, i sobre l'adoració dels déus. Podria ser també el mateix personatge que un geògraf de nom Deofant que va escriure una descripció dels països del nord, o el Diofant que va tractar en un llibre temes de política (πολιτικά), totes dues esmentades per Esteve de Bizanci.